# Episodi di Miss Farah (terza stagione)
La terza stagione della serie televisiva Miss Farah è andata in onda negli Stati Uniti dal 8 marzo al 7 aprile 2021 sul network Shahid VIP.
In USA, la stagione è stata interamente pubblicata sul servizio on demand Shahid VIP il 8 marzo 2021.
Dopo che Farah perde la sua verginità, a partire dal terzo episodio le parole "Al Anisa" vengono sostituite con un termine ogni volta diverso sempre riferito a Farah e inerente alla trama dell'episodio in questione.
In Arabia Saudita, La stagione viene trasmessa in prima visione gratuita su MBC4 a partire dal 9 marzo 2021.
| n° | Titolo arabe | Titolo originale    | Pubblicazione USA | Prima TV Arabia Saudita |
| -- | ------------ | ------------------- | ----------------- | ----------------------- |
| 1  |              | Chapter Forty-Five  | 8 marzo 2021      | 9 marzo 2021            |
| 2  |              | Chapter Forty-Six   | 9 marzo 2021      | 10 marzo 2021           |
| 3  |              | Chapter Forty-Seven | 10 marzo 2021     | 11 marzo 2021           |
| 4  |              | Chapter Forty-Eight | 13 marzo 2021     | 14 marzo 2021           |
| 5  |              | Chapter Forty-Nine  | 14 marzo 2021     | 15 marzo 2021           |
| 6  |              | Chapter Fifty       | 15 marzo 2021     | 16 marzo 2021           |
| 7  |              | Chapter Fifty-One   | 16 marzo 2021     | 17 marzo 2021           |
| 8  |              | Chapter Fifty-Two   | 17 marzo 2021     | 18 marzo 2021           |
| 9  |              | Chapter Fifty-Three | 18 marzo 2021     | 19 marzo 2021           |
| 10 |              | Chapter Fifty-Four  | 21 marzo 2021     | 22 marzo 2021           |
| 11 |              | Chapter Fifty-Five  | 22 marzo 2021     | 23 marzo 2021           |
| 12 |              | Chapter Fifty-Six   | 23 marzo 2021     | 24 marzo 2021           |
| 13 |              | Chapter Fifty-Seven | 24 marzo 2021     | 25 marzo 2021           |
| 14 |              | Chapter Fifty-Eight | 28 marzo 2021     | 29 marzo 2021           |
| 15 |              | Chapter Fifty-Nine  | 29 marzo 2021     | 30 marzo 2021           |
| 16 |              | Chapter Sixty       | 30 marzo 2021     | 31 marzo 2021           |
| 17 |              | Chapter Sixty-One   | 31 marzo 2021     | 1 aprile 2021           |
| 18 |              | Chapter Sixty-Two   | 3 aprile 2021     | 4 aprile 2021           |
| 19 |              | Chapter Sixty-Three | 4 aprile 2021     | 5 aprile 2021           |
| 20 |              | Chapter Sixty-Four  | 5 aprile 2021     | 6 aprile 2021           |
| 21 |              | Chapter Sixty-Five  | 6 aprile 2021     | 7 aprile 2021           |
| 22 |              | Chapter Sixty-Six   | 7 aprile 2021     | 8 aprile 2021           |

## Capitolo Quarantacinque
- Titolo originale: Chapter Forty-Five

### Trama
L’episodio si apre con una scena in cui Farah adolescente partecipa al suo primo incontro con l’autrice di un romanzo rosa e già allora aveva le idee molto chiare e la sua solita lista per non dimenticare le domande. Fu proprio grazie a quest’ultima e allo shock che ebbe per il non lieto fine del romanzo che mise in difficoltà l’autrice, controbattendo alle spiegazioni con altre domande e affermazioni teoriche su ciò che riguarda la composizione dei romanzi rosa. Da questa storia ne trasse una conclusione importante a suo dire: quella di leggere la fine dei libri per essere pronta a qualsiasi cosa le pagine riservino. Ma la vita le insegnerà che nella realtà il finale non è dato saperlo finché non accade.
L’episodio precedente era finito con lo sparo di Tareq da parte di quella che sembrava essere la sua collega Anisa (ma che si rivelò Myriam solo a Alia). Non vedendo tornare Tareq in camera dopo diverso tempo (troppo per prendere del semplice ghiaccio), Jane esce dalla stanza dove stavano trascorrendo la loro notte di nozze. Ed ecco che nel corridoio trova Michael steso a terra, gli si avvicina e scopre che gli hanno sparato. Grida aiuto ma riesce a sentir che respira. 54 minuti dopo lo sparo Farah, Dalal, Maged e Magda si trovano in ospedale ad aspettare notizie dai dottori. Dida cerca di consolare Farah ma lei è molto dubbiosa. Arriva una dottoressa che annuncia che le condizioni di Tareq sono critiche, che il proiettile ha mancato il cuore ma ha lesionato delle arterie polmonari e stanno cercando di stabilizzarlo. Non sanno dargli risposte certe sulle sue condizioni e le danno l’anello di Tareq poiché non può tenerlo al dito attualmente.
Si ritorna, tramite un flash back, agli inizi della storia d’amore tra Tareq e Farah, cominciata la sera del ventunesimo compleanno di Farah. La mattina dopo, mentre Farah si confida con Dalal su Tarek, suona al campanello Deya, il ragazzo per cui Farah ha una cotta da 17 mesi che le porta un regalo. Si siedono sotto il porticato e Farah apre il regalo: un romanzo di cui Deya le svela il finale (sa che le piace sapere come va a finire) e di cui l’autrice farà una lettura a stessa sera e vuole portarla. Sembra un vero e proprio appuntamento, Farah è contenta perché lui sembra perfetto e le promette un bacio a fine serata. Il problema è che lei aveva già detto a Tareq che quella sera era libera e potevano rivedersi.
In ospedale arriva la mamma di Tareq, lei e Farah non erano in ottimi rapporti. Farah è pronta a fare delle domande al medico, ma la madre di Tarek si sovrappone e lei si tira indietro per darle spazio.
Ancora un flash back, il giorno in cui Farah ha due appuntamenti per la stessa sera e si lascia convincere da Dalal a dire una bugia a Michael per non rinunciare all’appuntamento con Deya e Sofia. Più tardi, quella stessa sera, proprio mentre Farah sale in macchina con Deya, Tarek si trova fuori casa di Farah per portargli una zuppa calda per il raffreddore che Farah ha inventato al poliziotto per rimandare l’uscita con lui. Così la vede salire in macchina con Deya, li segue, accende la sirena e li ferma appositamente. Quando Farah vede Tareq si vergogna, scende dalla macchina invitata da lui che la fa sentire in colpa dandogli la zuppa che aveva preparato per lei.
La situazione odierna ci porta all’ospedale dove Farah attende notizie. Riceve una chiamata di Shady per confortarla e nell’hotel Eden è pieno di polizia che avvisa Shady che proprio il video di sorveglianza di quel corridoio è sparito, da qui si deduce che l’omicida è esperto. Intanto Nadine (Anisa travestita) conferma l’alibi di Shady e viceversa, e viene invitata dalla polizia a controllare i video delle telecamere di sicurezza, il che la mette in pericolo poiché deve tornare in ospedale a iniettare altro paralizzante alla vera Nadine altrimenti riprenderà a muoversi e parlare. Sempre in ospedale la tensione tra Farah e la mamma mi Tarek sale per la compilazione della cartella di Tareq. È per questo che Farah si isola per poter stare un po' sola e piangere senza sentire la pressione degli altri. È a un passo dalla stanza di Nadine paralizzata e quest’ultima, sapendo che Tareq è ricoverato, spera che Farah possa accorgersi di quello che le sta succedendo. Ma ecco che Anezka riesce ad arrivare alla sorella prima che scade l’effetto dell’iniezione paralizzante e la immobilizza di nuovo. È tempo di rivelazioni nella lunga attesa, e Dalal rivela a Maged di essere incinta di Esteban dopo aver avuto un’avventura con lui. Tra Farah a la madre di Tareq la tensione è alle stelle e proprio in quel momento arriva l’infermiera che annuncia che le condizioni di Tareq sono stabili ma a causa dello sparo ci sono state delle complicazioni per cui ci sono due opzioni: aspettare facendo la cura di steroidi e vedere come va ma se non funziona rischia la paralisi dalla vita in giù, oppure un’operazione per rimuovere i frammenti e diminuire la pressione sulla spina dorsale per non rischiare la paralisi anche se l’intervento nelle sue condizioni potrebbe non sopportarlo.  La madre di Tarek si oppone sin da subito all’intervento, ma l’infermiera ricorda che la scelta la deve prendere Farah in quanto sua moglie, così gli viene dato del tempo per decidere. La madre di Tareq chiama il marito per avere approvazione, ma Farah è in confusione e la nonna la esorta a fare ciò che Tareq avrebbe voluto. In quel momento Farah ricorda di una frase detta da Tareq all’inizio della loro relazione in cui si affermava un combattente, e capisce che Tareq vorrebbe fare l’operazione, in accordo con la madre di Tareq che a sua volta è stata convinta dal padre di Tarek. A Farah viene data l’opportunità di stare qualche minuto nella camera di Tarek prima dell’operazione e lo saluta con un arrivederci e un discorso su tutto quello che devono ancora fare. Sono tutti li in sala d’attesa, la squadra di polizia di Tareq è li per un supporto, e Farah e la madre di Tarek vanno d’accordo finalmente quando all’improvviso esce l’infermiera ad annunciare che l’operazione è andata bene e c’è segno di movimento negli arti inferiori. Si risveglia dopo un po' di tempo facendo finta di avere un’amnesia, ma sta bene e viene interrogato sulla sparatoria di cui lui ricorda tutto e dice che a spararlo è stato la sua collega Anisa.
L’episodio termina con Nadine (la finta) che convince Shady a far trasferire la vera Nadine in hotel per poterla tenere sotto controllo meglio (per poterle fare le punture di paralizzante in libertà) e successivamente ci prova di nuovo con lui che però la rifiuta. Continuano le indagini in hotel e tramite lo zucchero a velo delle ciambelle lasciato nel corridoio dell’omicidio, Shady capisce che l’assassino è stato Maryam che si era spacciata per morta ma che in realtà, dopo l’omicidio e dopo aver svelato a Aliaa che era travestita da agente di polizia (Anisa), ha sequestrato Aliaa in un sottomarino.

## Capitolo Quarantasette
- Titolo originale: Chapter Forty-Seven

### Trama
L’episodio si intitola MISS FARAH? e incomincia con la notizia del dottore di Traeq che annuncia la sua completa guarigione. Così, i novelli sposi, corrono a casa per cercare un po' di intimità (finalmente) prima che arrivino i mobili nella loro nuova casa ma, una volta giunti al portone, li attende Rogelio con il suo team per perlustrare la casa. Un’ora dopo, quando hanno finito di sistemarla e sembra che stiano per andare via e quindi Tarek e Farah potranno avere la loro intimità, ecco che arrivano Dalal e Magda e i due sposi vedono sfumare così la possibilità di ricavare un po' di tempo per loro. Dida partecipa al casting di The voice, Farah continua a scrivere il suo romanzo intervistando Magda e scoprendo, tra l’altro, di somigliare molto alla sorella di abuela che immagina viva. Mentre scrive un capitolo del suo romanzo da sola a casa per poi inviarlo alla sua professoressa per le correzioni, arriva Tareq e, in un momento di pace, riescono finalmente a concedersi del tempo per loro. Farah perde la verginità. Ma, non può filare tutto liscio! Intenta a scrivere il romanzo, Farah lascia il computer aperto e per sbaglio, nella foga del momento, registra il video di quello che lei e Tareq stavano facendo. Dopo aver fatto l’amore, la professoressa scrive a Farah se le manda o no il capitolo scritto e Farah invia il video, rendendosene conto solo dopo averlo spedito.
Nel frattempo, Tareq torna a lavorare gradualmente e la sua squadra è alla ricerca di Miriam che ha rapito Aliaa e l’ha portata in un sottomarino dove le confessa che Anisa era lei e che l’ha sempre amata e l’ha fatto per avere un’altra possibilità sapendo che non l’avrebbe mai perdonata per l’omicidio del padre. Anisa è un po' scettica di fronte alle rivelazioni di Miriam che la incoraggia ad abbandonare la famiglia e stare con lei, e per darle le giuste dimostrazioni Rose manipola la posta e-mail di Anisa ed elimina tutto ciò che proviene da membri familiari per farle vedere che l’hanno dimenticata.
Dalal, che ha fatto un provino per cantanti, viene respinta ed è demoralizzata, per questo Farah aiuta la madre chiedendo al padre di fare incoraggiare Dalal da un personaggio famoso o anche non che abbia a che fare col mondo della musica. Infatti, Maged procura un appuntamento tra un produttore musicale e Dalal ma il tutto a sua insaputa, mentre lei si esibisce al Eden. Ma per lui le cose non girano per il verso giusto. Se è vero che MBC4 (una rete televisiva emiratina) vuole adattare la sua telenovela “Laheeb Al Qobtan”, è anche vero che vogliono sostituire l’attore con Rob Lowe, e questo ovviamente non va giù a Magd. Ma questo non lo distoglie dal voler aiutare Dida. Dopo che il produttore a cui Maged aveva chiesto un favore gli dà buca per andare a vedere Dalal, lui e Farah fanno di tutto affinché Dida non si scoraggi e non cambi carriera. Ecco che porta Deya ed Sofia Estefan allo spettacolo di Dalal, rinunciando al suo favore personale che avrebbe voluto chiede all’attrice sua collega per l’adattamento della sua telenovela in Egitto e America affinché il ruolo di protagonista potesse restare a lui.
Affinché Louisa si possa fidare completamente di Myriam, le chiede la lista di tutti gli omicidi che lei ha commesso e Miriam glielo concede, dandole anche una lettera che sembrerebbe un’e-mail scritta da Shady per il compleanno della sorella ma arrivata solo ora a causa del fuso orario (cosa non vera, poiché il sottomarino sta girando ripetutamente intorno ad una barriera corallina, poco lontano dal Eden). Rose continua a supplicare Aliaa di tornare alla normalità a costo di mascherarsi e poter vivere insieme nella vita quotidiana, perché sostiene di essere cambiata e di non voler avere più niente a che fare con il crimine.
Farah riprende la scrittura del suo libro e scopre di alcune lettere nascoste che la sorella di Jojo le inviò per tanto tempo.
Anisa ritorna al Eden da Shady il quale chiama Tareq che lor aggiunge in hotel. Incomincia a raccontare la storia, tuttò ciò che le era successo con Rose: il sottomarino, la lista degli omicidi di Myriam tra cui figurava Deya ma non la madre di Shady, Soliman Azza, Deya e Sofia. Così Shady chiama subito gli agenti del carcere per dirgli di tenere d’occhio Sofia, ma appena arrivano alla sua cella la trovano morente con in mano la Sacra Bibbia.

## Capitolo Sessanta
- Titolo originale: Chapter Sixty

### Trama
L'episodio incomincia rievocando una scena di quando Farah era bambina, seduta sul divano tra la nonna e la mamma e guardano una scena bollente di un telefilm. Sono tutte imbarazzate e cercano di cambiare argomento. Questa scena riporta al presente dove Nadine interroga e stuzzica Farah a proposito di Deya, poiché ha capito che la figlia ha una cotta per l'attore e delle fantasie su di lui. A proposito di Deya, interviene Jojo che con una frase semplice e diretta, cerca di farla sentire in colpa a proposito del sesso senza il matrimonio e nel discorso esce fuori che Magda non ha confessato a Assi EL-Ghoul che lei non crede in questo. Samir (editore di Farah) chiama Farah per dirle che il libro è finito e che ora bisogna trovare qualcuno disposto a pubblicarglielo. I PR e i direttori marketing con cui Jane ha un incontro, pretendono che Jane racconti della sua storia passata nelle interviste altrimenti non lo pubblicheranno. All'inizio Farah è titubante, successivamente si convince e vengono stampate le prime 10.000 copie del libro seguite da altre 5.000 e Farah debutta così alla fiera del libro.
Nel frattempo, al Eden, Shady ha ingaggiato un investigatore privato per scoprire se Anisa ha contatti con Myriam (Assi El-Ghoul) e fa impiantare delle cimici nella sua stanza. Ma il genio del male (Miriam) travestita da nuova fidanzata di Anisa (Samir), sospetta qualcosa e decide che è meglio se le due cambiano stanza. Ottenuto ciò, Shady escogita un altro piano per impiantare delle cimici nella loro stanza ovvero interrompere l'impianto di condizionamento su tutto il piano per poi invitare Anisa e Samir a cena così, una volta libera la stanza, inviare il suo investigatore privato sotto forma di elettricista per far riparare il condizionatore (e impiantare le cimici). Louisa accetta l'invito ma Samir, ancora sospettosa, non si presenta e resta in camera mentre Anisa dirà a Rafael che la fidanzata è uscita per impegni lavorativi. Sapendo ciò Rafael invia il suo investigatore-elettricista in camera della sorella ma, proprio in quel momento Samir toglie la maschera e sorpresa, appena entra l'elettricista alza la maglietta come se stesse spogliandosi e lo manda via facendolo imbarazzare. Dopo quella sera Samir vuole andare via perché ha capito che le stanno spiando ma Aliaa, speranzosa di poter incominciare a vedere i nipoti, rifiuta e vuole restare. Intanto per Nadine le cose si mettono male. La polizia si accorge che ha detto delle bugie nella versione che ha raccontato e la interroga di nuovo minacciandola: se lei non avesse collaborato chiamando la sorella Assi El-Ghoul e facendola tornare al Eden, l'avrebbero denunciata. Così Nadine ammette di sentire la sorella e la convince a tornare al Eden ma proprio appena atterra la polizia la arresta e la mette in carcere dal quale lei poi chiama Nadine e la minaccia di salvarla o racconterà quello che sa. Sempre al Eden Magda confessa al suo Samir le sue intenzioni, e dopo una piccola incomprensione per cui si erano allontanati, decidono di continuare lo stesso la frequentazione.
L'infatuazione di Farah per Samir passa, nonostante lui l'abbia aiutata a raggiungere 20.000 follower sui social per la pubblicazione delle copie del libro, ma dopo la presentazione del libro di Farah a cui assiste Samir di nascosto, è lui che si infatua di lei. Chiede l'approvazione di Maged dopo avergli confessato che è il suo idolo, e ottenuto il consenso va da Farah, le chiede di uscire e i due si baciano sotto il porticato.

## Capitolo Sessantuno
- Titolo originale: Chapter Sixty-One

### Trama
L'episodio si intitola FARAH L'AMICA A LUNGO PERDUTA e incomincia con una scena di quando Farah era adolescente ed ebbe il suo primo appuntamento con un ragazzo, un'uscita a 4 con la sua migliore amica Najwa e il suo fidanzatino in cui Farah non dette il suo primo bacio. Si torna al presente in cui Farah parla al telefono con Nadine e le racconta dell'appuntamento a casa dopo cena con Fabian per Netflix e coccole e la invita a cena per trascorrere del tempo con la madre. Mentre cammina incontra Lina per caso a un furgone di panini. Non si vedono da due anni e Lina si trova casualmente in città per l'organizzazione del suo matrimonio.
La serata Netflix e coccole di Farah e Samir si rivela una delusione per la scrittrice poiché l'attore le rivela che vuole conservare la dote fino a che non avrà una relazione seria o addirittura fino al matrimonio a causa dei troppi rapporti avuti precedentemente che gli avevano fatto perdere il significato. Si rivedono il giorno dopo sul set, dove Jane va a prendere il piccolo Farid, e su consiglio della nonna dà un'altra possibilità a Fabian e gli chiede di rivedersi.
Nadine va a trovare Anisa in carcere e le chiede se ha ucciso lei Deya ma la sorella sostiene che lei lo amava anche se nei suoi ricordi ci sono delle dimenticanze poiché avendo saputo che Samir voleva lasciarla, si ubriaca e non ricorda ciò che è successo dopo. Nadine assume un avvocato per assumere la sorella e Shady si insospettisce, capisce che Nadine non lo fa solo perché crede alle parole della sorella in cui si dichiara innocente. Così Nadine gli confessa che è stata lei a licenziare Deya, farsi dare il telefono del lavoro dal quale avrebbe scritto ad Anesa per incontrarsi perché voleva lasciarla, ha addormentato la sorella, vestito i panni della sorella, è andata lei all'appuntamento con Samir e gli ha urlato in faccia che lo odiava e lo voleva morto. Il tutto ripreso da alcune telecamere più in là di due fidanzati, video che ha portato alla cattura da parte della polizia di Aneza. L'intento di Nadine era quello di allontanare la sorella, ma ora si ritrova ad aver mentito alla polizia per diverso tempo vista l'inaspettata morte di Samir. Così Shady, invaghito di Nadine, decide di aiutarla facendo indagare il suo investigatore su chi sia stato a commettere l'omicidio.
Magda (Jojo) si confida con Farah a proposito di un episodio di razzismo avvenuto nel negozio dove lavora, e proprio in quel momento a casa di Magda arriva Najwa, con cui Jane ha un appuntamento. Il piccolo Farid mette a disagio le due ragazze, dichiarando che Najwa è una sconosciuta e non accetta regali dagli sconosciuti anche se Farah gli dice che è la sua madrina. Parlano sedute sul divano del più e del meno, a proposito delle nozze di Sofia ma l'atmosfera è visibilmente fredda e, quando sta per riscaldarsi, Sofia deve andare via per i preparativi delle nozze e Farah ci rimane molto male. Così, a cena con Samir in un ristorante dove si mangia al buio per abbandonare le stimolazioni visive, l'attore incoraggia Farah a raggiungere Sofia che l'indomani partirà per tornare a Cairo, per dirle tutto ciò che prova e della sua delusione per come sia andata a finire la loro amicizia. Così, sotto incoraggiamento di Samir, Farah va da Sofia che sta facendo l'assaggio della torta e le due ragazze, per evitare di discutere davanti ai ragazzi, vanno in bagno e chiariscono un equivoco creatosi quando Tareq era morto da poco mentre Lina si era appena fidanzata e aveva litigato e non aveva avuto il giusto appoggio da Farah per cui ci rimase molto male. Le due amiche ritrovate si riappacificano con un abbraccio e lacrime di sfogo/felicità, e si ritrovano sedute in bagno a recuperare gli avvenimenti delle loro vite raccontandosi tutto quello che era successo nel periodo in cui non si erano sentite.
Mentre è al lavoro, Shady si confida con Farah a proposito del suo sentimento per Nadine e lei lo invita ad assicurarsi di ciò che prova per lei perché paradossalmente ci tiene a Nadine e non vuole vederla afflitta. L'investigatore privato di Shady, nel frattempo, trova degli indizi sul diario di Samir a proposito di una persona chiamata J.P. con cui Scott aveva un appuntamento e che voleva ricattare e cerca di andare più a fondo per scoprire chi è, fare una soffiata alla polizia, liberare Anesa e tenere fuori Nadine. In questo momento ha la possibilità di confessare a Petra i suoi sentimenti, ma dopo il consiglio di Farah non lo fa, anzi le nega che possa provare qualcosa per lei.
A casa Villanueva, Dalal (Dida) ci ripensa a proposito della convivenza con Maged el-Alfy e rifiuta al telefono di andare a vedere una casa con lui con la scusa di essere a letto malata (incoraggiata anche da Magda). Ma Majed, che per l'appunto era andata a prenderla, dal porticato vede la scena di Dalal e Magda in cucina, fa finta di niente e va via. Mentre Farah è fuori per l'appuntamento, Magda incoraggia Mateo a parlare quando c'è qualcosa che non va perché ciò lo farà stare meglio e, dicendo queste parole, Alba si rende conto di voler fare la marcia contro l'immigrazione e Farid si confida con la sua mamma e il suo papà. Majda con una scusa porta Maged in un posto e li ad attenderlo c'è Dida che gli fa la proposta di matrimonio così possono andare a vivere insieme.
Farah si convince di voler lasciare Samir perché secondo lei sono troppo incompatibili e così va a casa sua. Arrivata li, dopo aver trascorso la serata con Samir, si rende conto che davvero le persone possono sorprendere (proprio come le aveva detto l'amica Najwa) e scopre di lui un sacco di cose che non sapeva e non si aspettava.
L'episodio si conclude con Shady che chiama Nadine per confessare i suoi sentimenti e dirle che non dovrebbe stare con Maher, ma è troppo tardi perché Mahir ha incoraggiato Nadine di seguire la pista trovata sul diario di Mahir e quindi andare a Pensacola per cercare il famoso J.P. Ma, quando la polizia interroga Anesa su Deya, lei rivela che J.P. sta per "Jeans Puzzolenti" ed era l'appellativo con cui Deya chiamava Maher.